# Briquette
Pour l’article homonyme, voir Briquette de brebis.

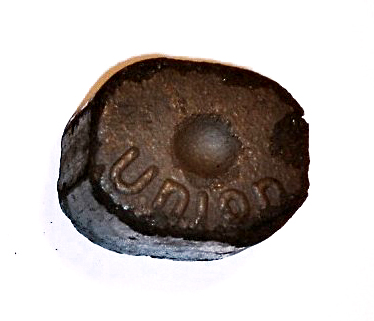
Une briquette de charbon brun

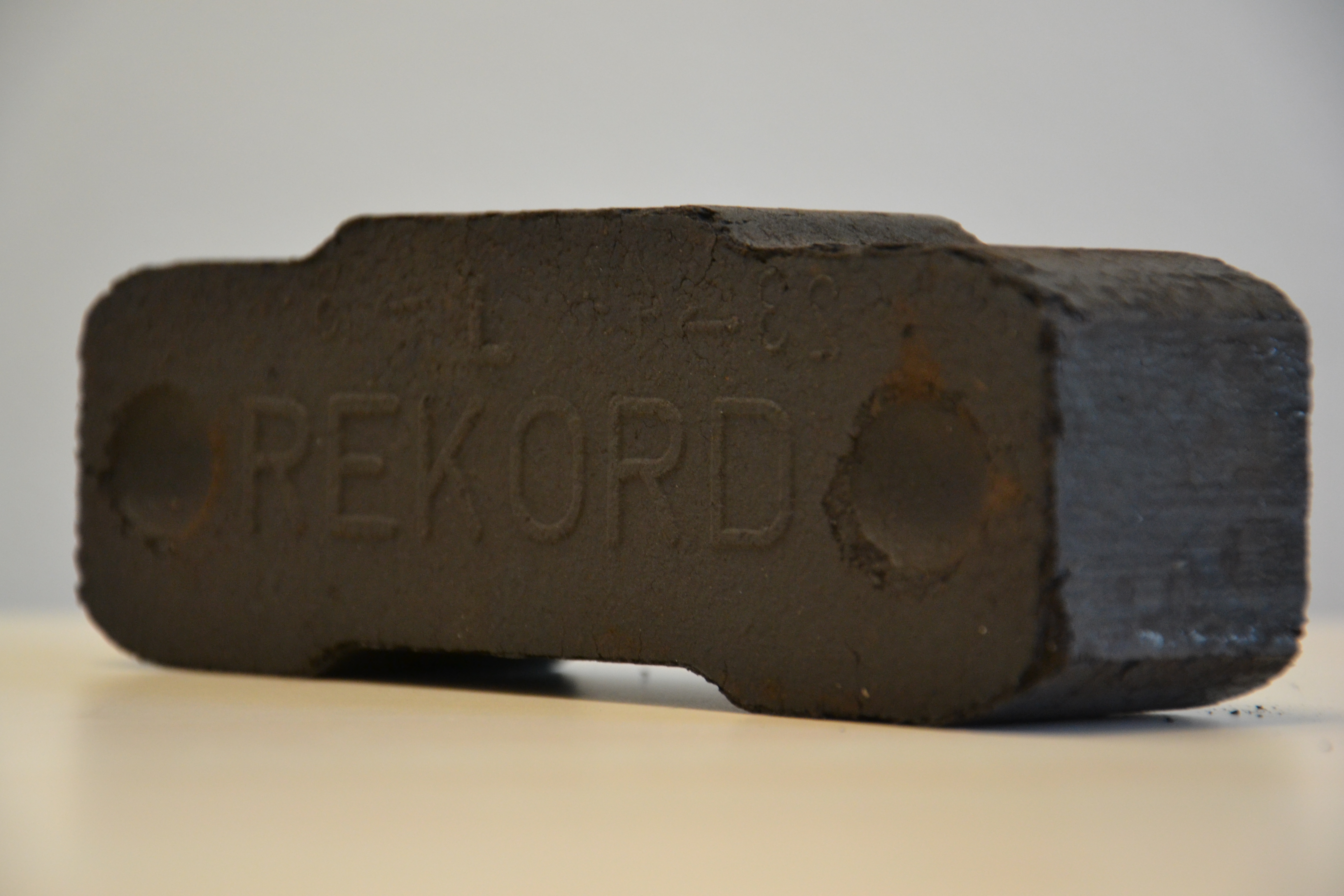
Briquette de charbon

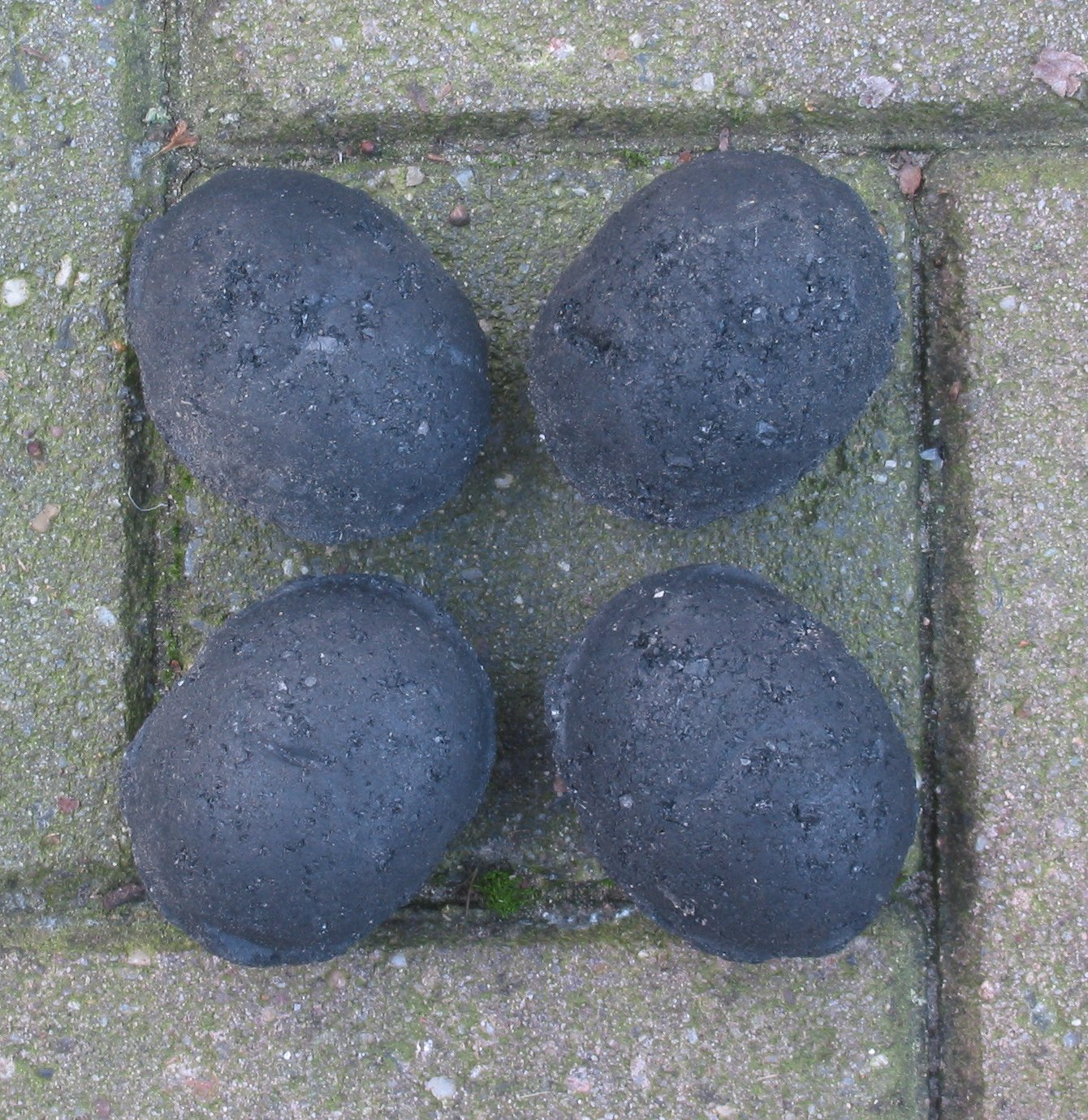
Briquettes "œuf"

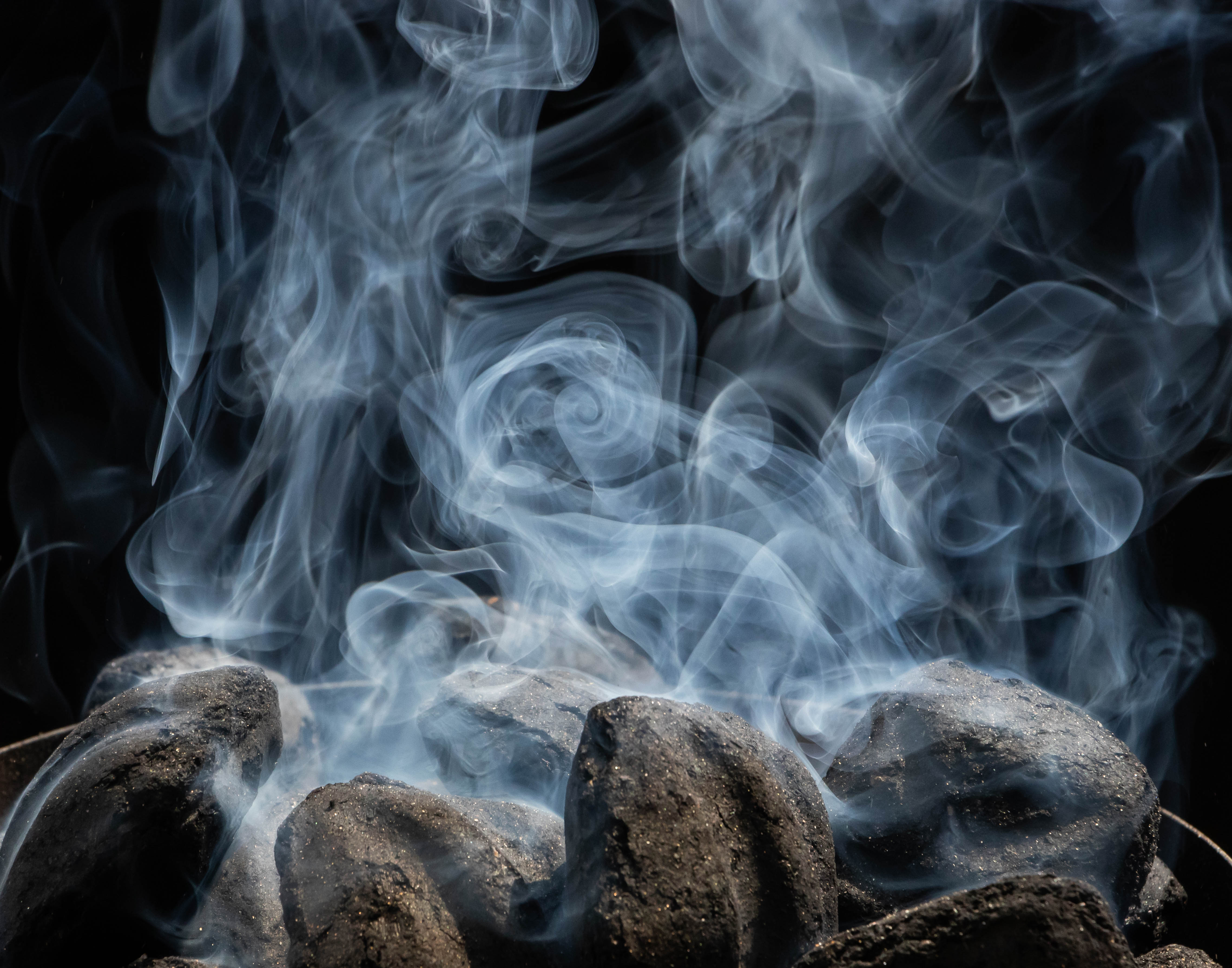
Fumée de la combustion de briquettes

Une briquette est un conditionnement d'un matériau de combustion comme élément manipulable, commercialisé avec d'autres de même poids et forme, obtenus par moulage sous pression d'une ressource naturelle préalablement broyée. Si la forme est très petite (2 cm de diamètre), on parle plutôt de granulé.
Le mot briquette provient du mot « brique » et du suffixe -ette (petite).

## Histoire
Jusqu'à la fin du XXe siècle, on utilise surtout le charbon brun comme matériau de combustion. C'est à partir de ce matériau qu'on produit aussi les premières briquettes. Elles ont alors la forme de briques de construction et sont produites sans matériau de liaison, simplement comprimées à haute pression.
La fabrication de la briquette est due à l'invention, en 1833, par l'ingénieur E. Marsais, de la première presse. Le modèle est perfectionné par l'ingénieur Revollier, qui fonde la Société des Ateliers de la Chaléassière, à Saint-Étienne. Dans le premier XXe siècle, l'on utilise, en France, presque exclusivement la presse Couffinhall (du nom de son inventeur G. J. P. Couffinhall).

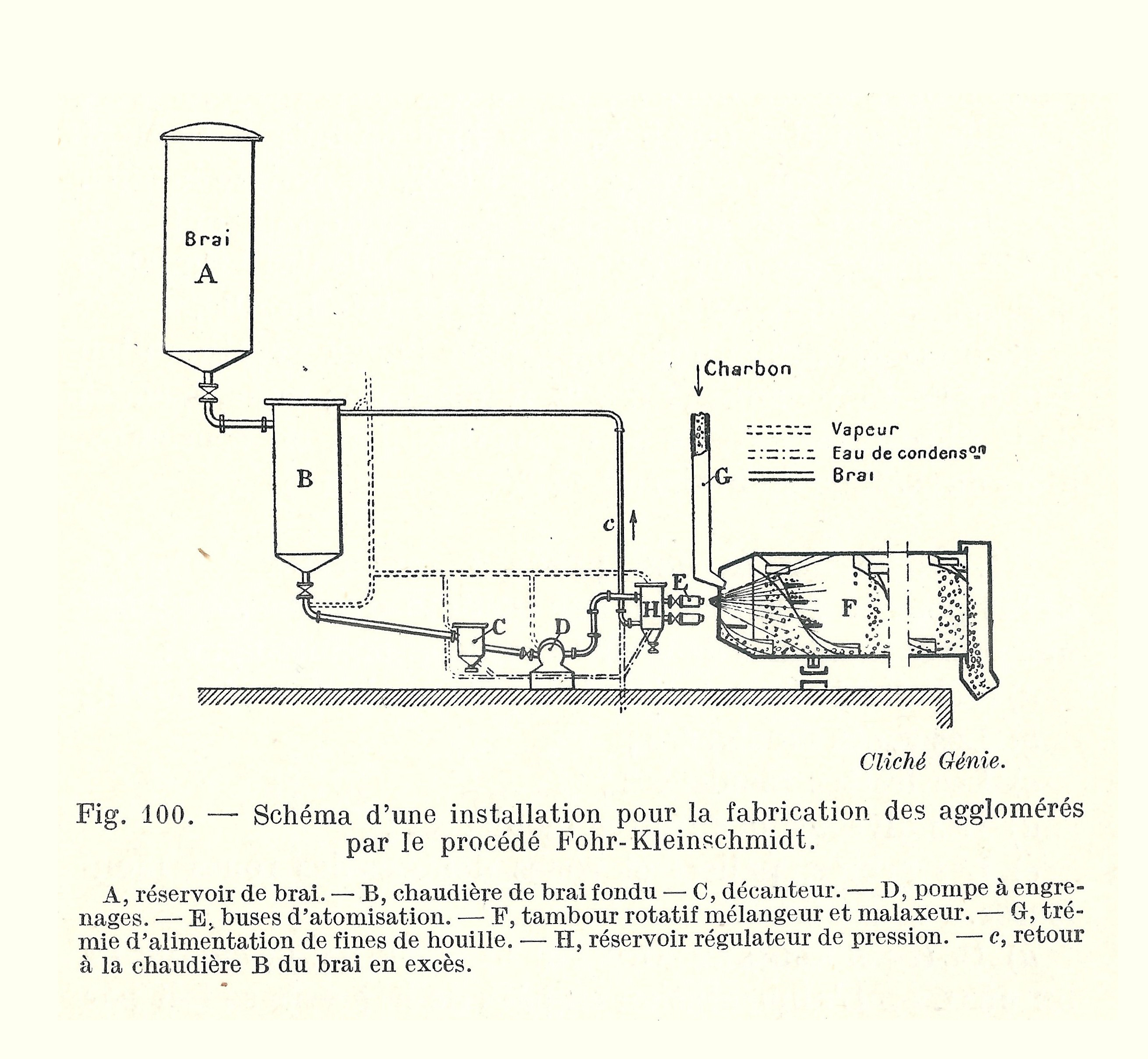
Mélange du brai
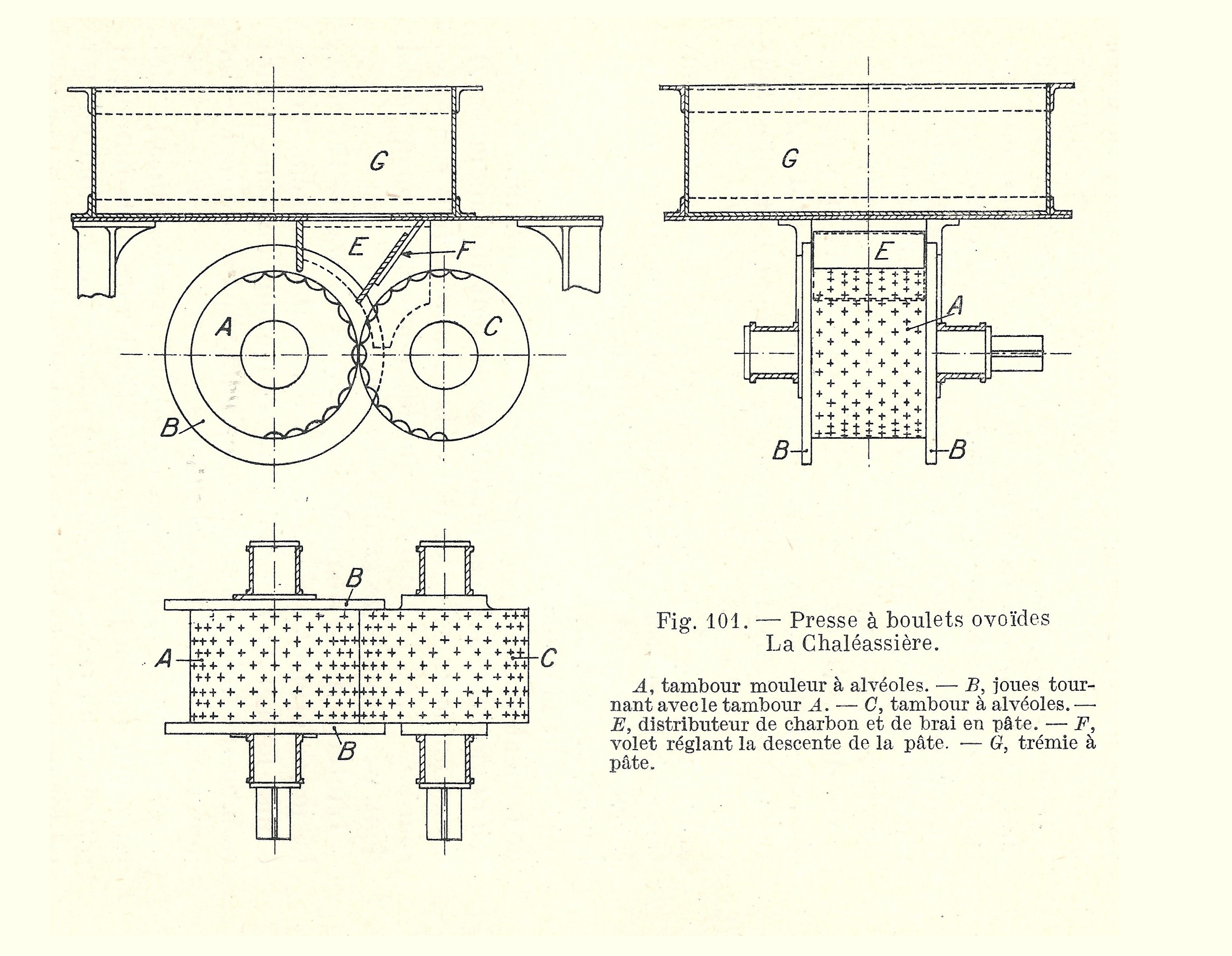
Presse à boulets
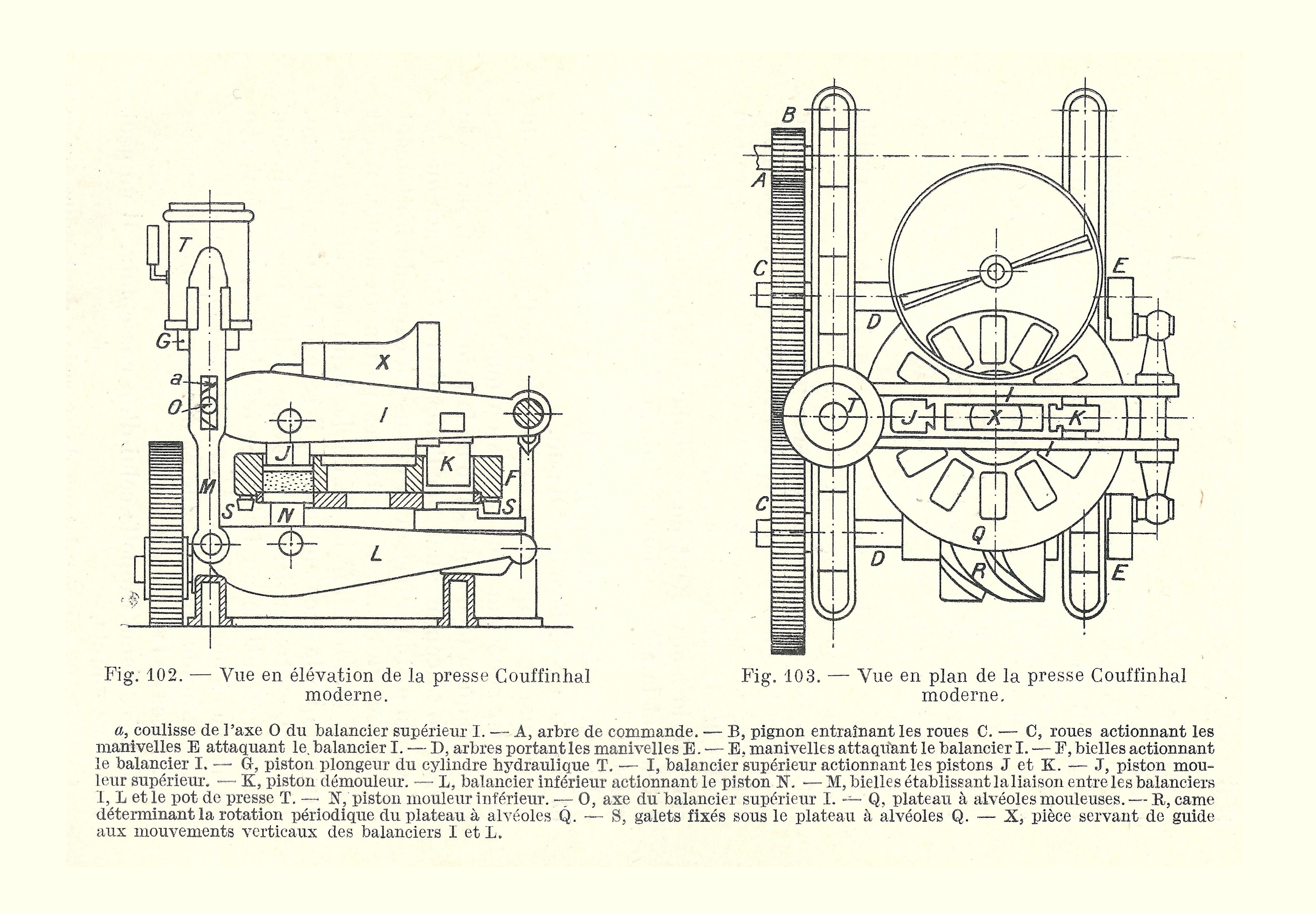
Presse Couffinhall
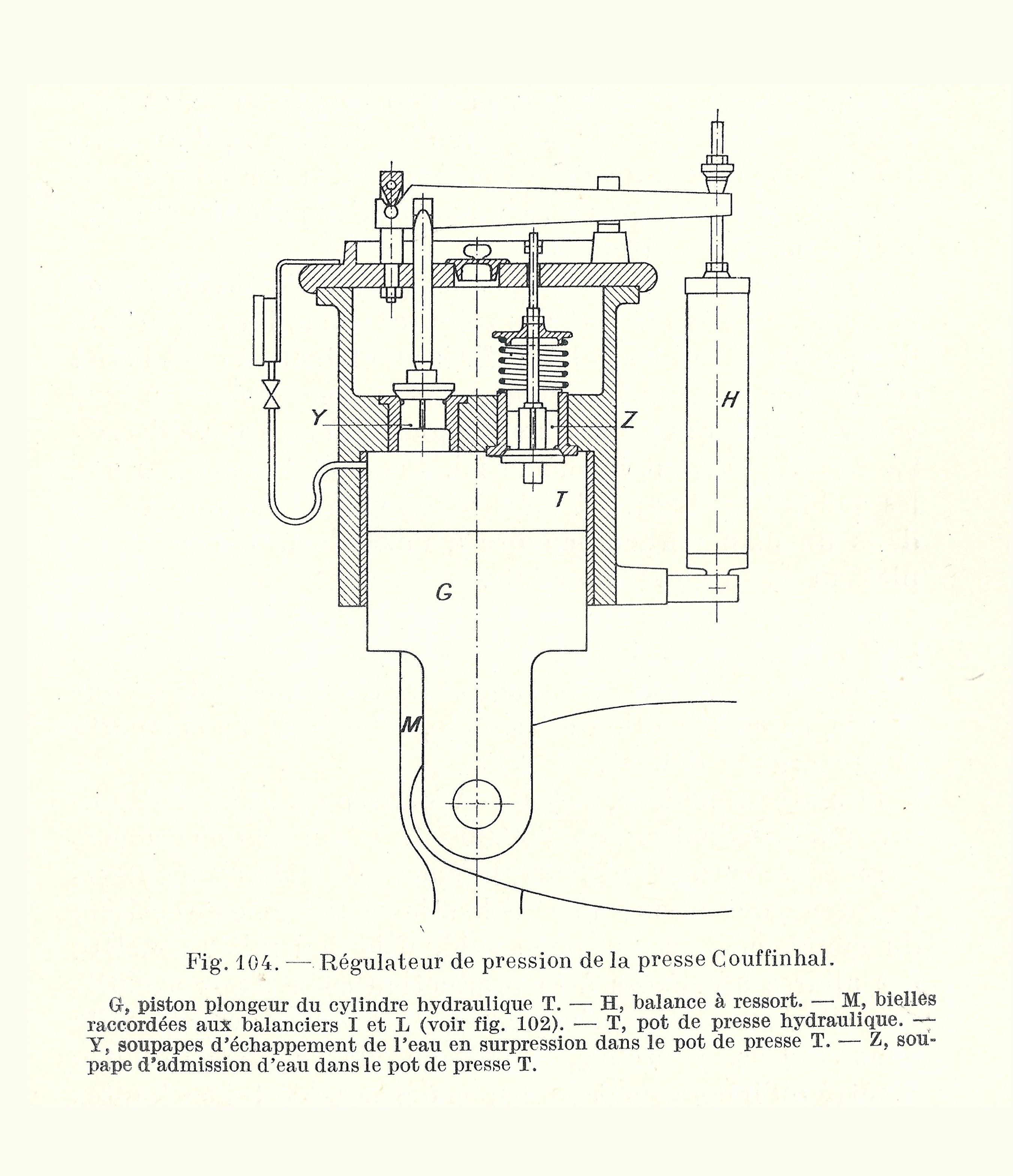
Presse Couffinhall
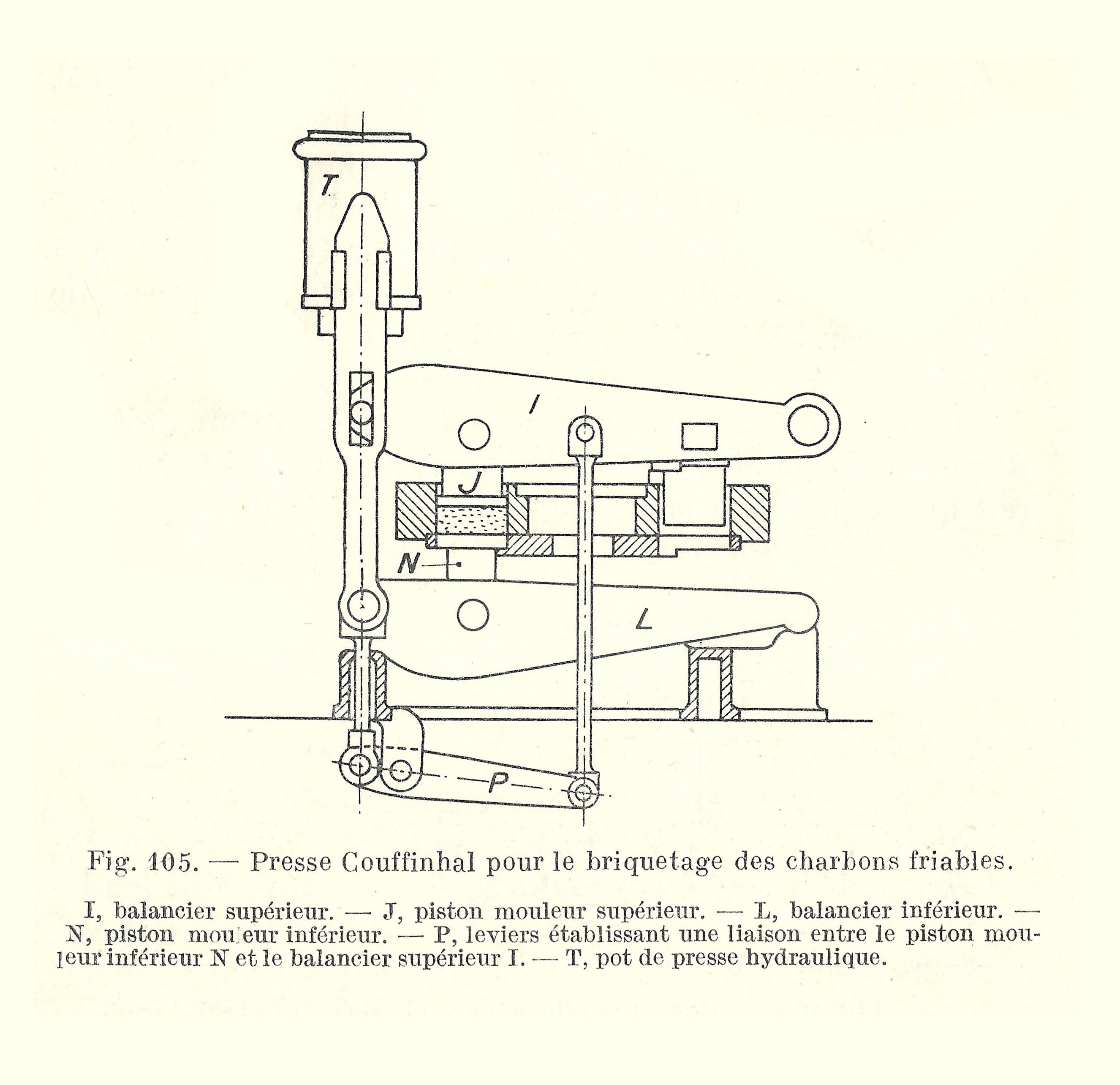
Presse Couffinhall
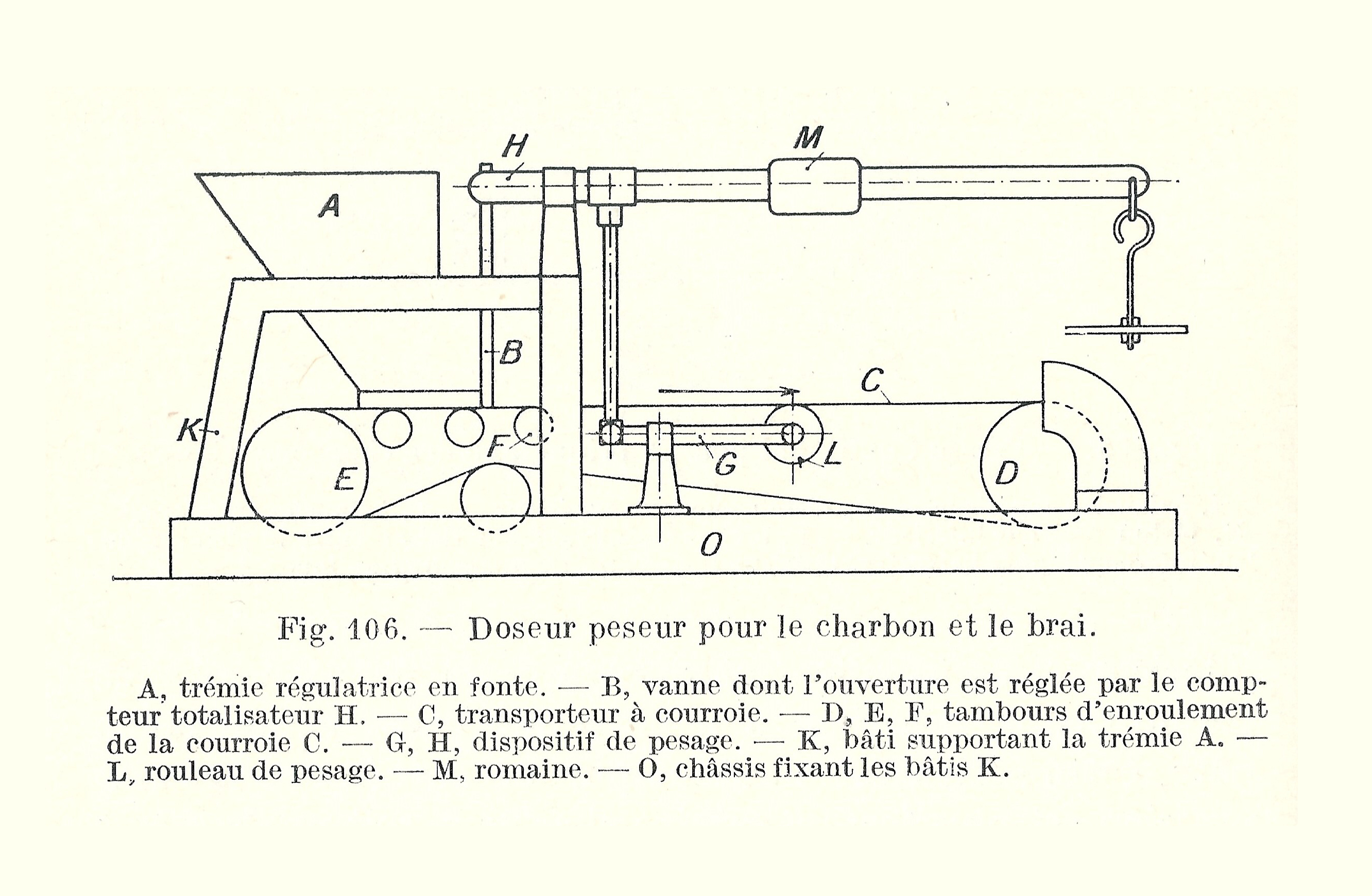
Doseur peseur du brai
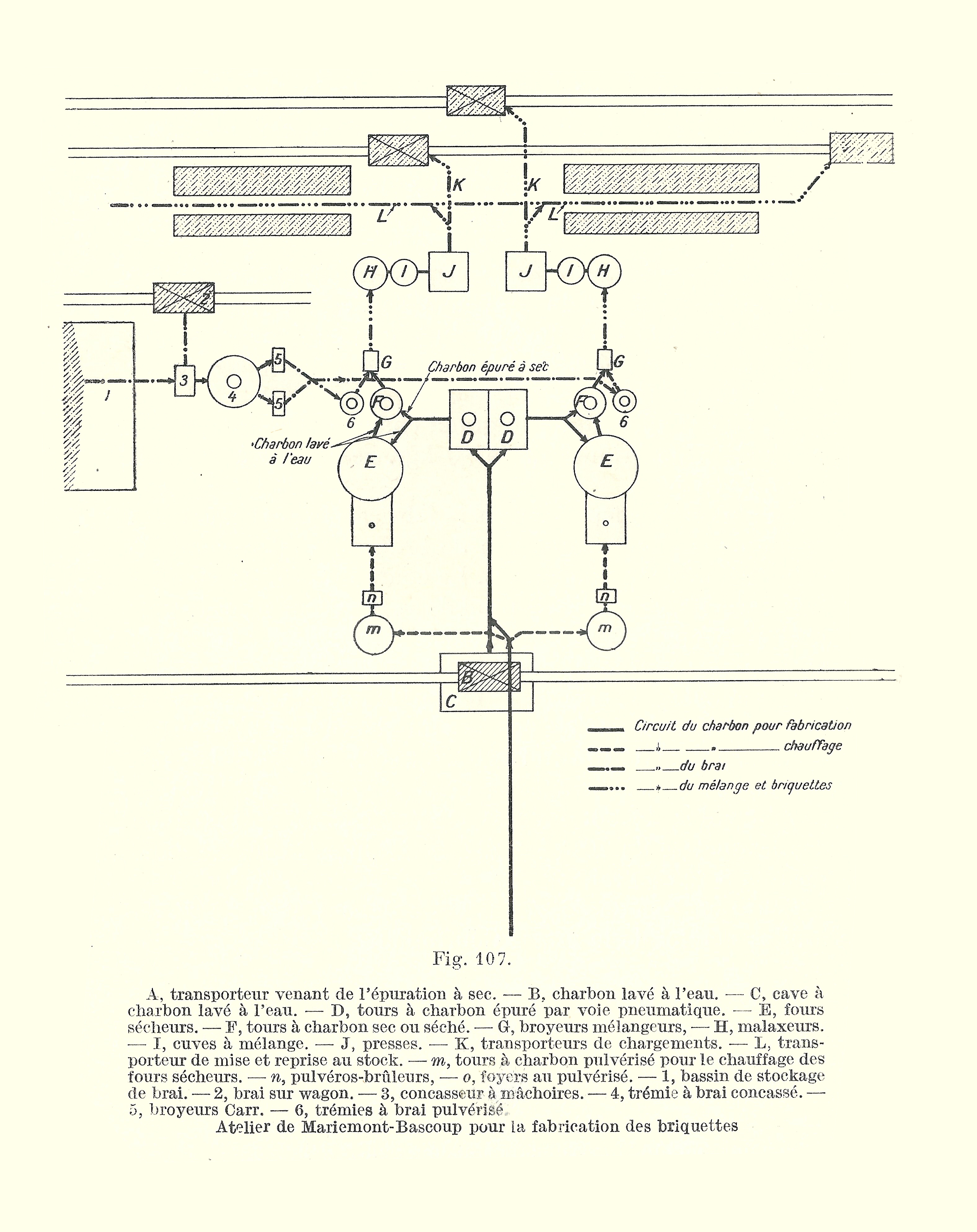
Ateliers d'agglomération de Mariemont-Bascoup, en 1937
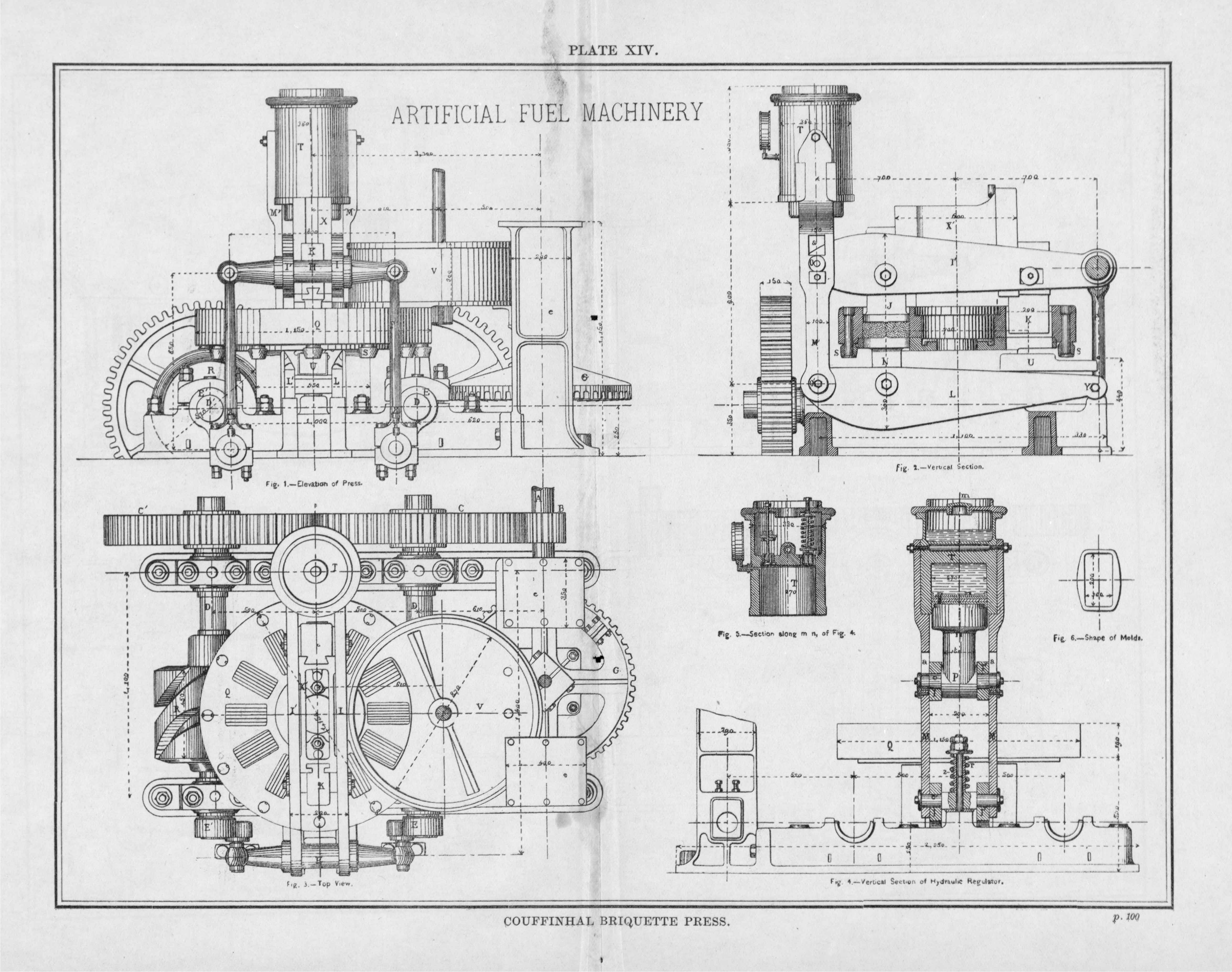
Presse à briquettes Couffinhal, vers 1900.

Charbon noir : la poussière de charbon est séchée puis rebroyée plus finement à 100 °C. Elle est pressée à chaud puis refroidie. 
Charbon brun : le charbon brun est moulu encore humide. Il est séché puis pressé.

## Briquettes en Asie

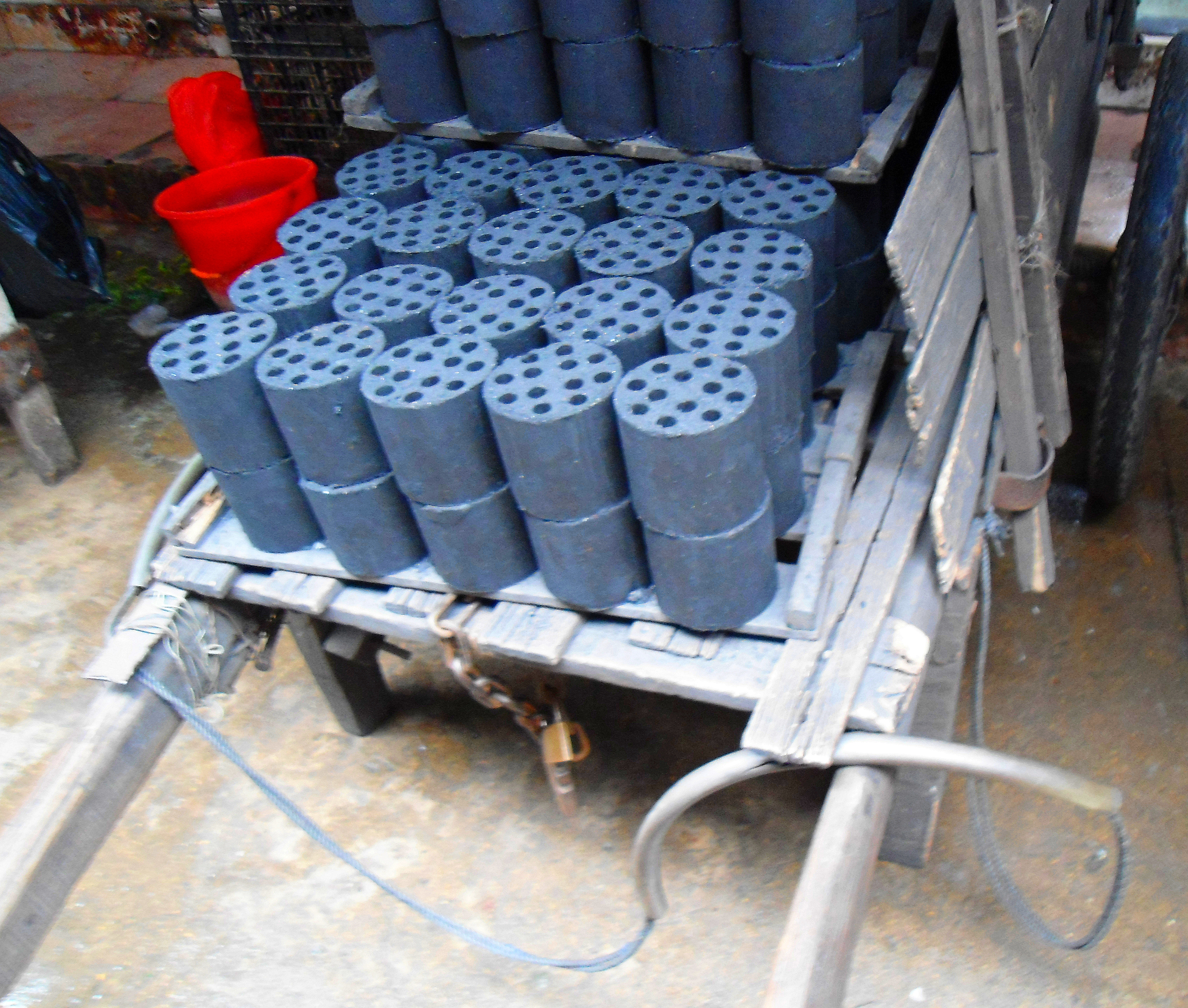
Briquettes cylindriques, appelées mei (charbon 煤), vendues dans toute la Chine

Surtout en Chine, au Japon et en Corée du Sud, des briquettes cylindriques sont utilisées dans les cuisinières. Les cuisinières sont de simples récipients en céramique avec des extérieurs métalliques. Deux types sont fabriqués: le type à briquette simple ou triple, ce dernier tenant les briquettes côte à côte. Ces cuisinières peuvent accueillir une double pile de cylindres. Un petit feu d'amadou est allumé, sur lequel le cylindre est placé. Lorsqu'un cylindre est épuisé, un autre cylindre est placé sur le dessus à l'aide d'une pince spéciale, celle du dessous l'allumant. Le feu peut être entretenu en remplaçant les cylindres usés par des cylindres neufs en conservant un cylindre usé encore en combustion.
Chaque cylindre dure plus d'une heure. Ces cuiseurs sont utilisés pour cuire ou mijoter des pots de thé, des œufs, des soupes, des ragoûts, etc. Les cylindres sont livrés généralement par chariot et sont très bon marché.

## Autres briquettes

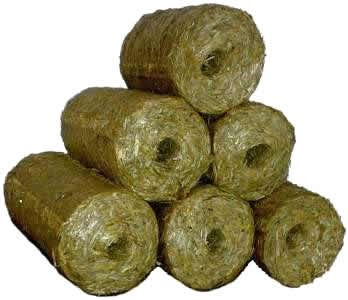
Briquettes de paille.

Le même procédé est appliqué à d'autres matériaux, par exemple au bois ou à la paille